# Vermivora
Vermivora Swainson, 1827 è un genere di uccelli della famiglia dei Parulidi.

## Specie
A questo genere vengono ascritte tre specie, tra le quali una molto probabilmente estinta:
- Vermivora bachmanii (Audubon, 1833) - parula di Bachman;
- Vermivora chrysoptera (Linnaeus, 1766) - parula alidorate;
- Vermivora cyanoptera Olson e Reveal, 2009 - parula aliazzurre.

In passato al genere Vermivora venivano attribuite anche altre specie che ora sono state inserite in un genere a parte, Leiothlypis:
- Leiothlypis peregrina (A. Wilson, 1811) - parula del Tennessee;
- Leiothlypis celata (Say, 1822) - parula capoarancio;
- Leiothlypis crissalis (Salvin e Godman, 1889) - parula del Colima;
- Leiothlypis luciae (J. G. Cooper, 1861) - parula di Lucy;
- Leiothlypis ruficapilla (Wilson, 1811) - parula di Nashville;
- Leiothlypis virginiae (S. F. Baird, 1860) - parula di Virginia.